# Shafter, Kalifornien
Shafter är en stad (city) i Kern County, i delstaten Kalifornien, USA. Enligt United States Census Bureau har staden en folkmängd på 17 231 invånare (2011) och en landarea på 72,4 km².